# Faisà argentat

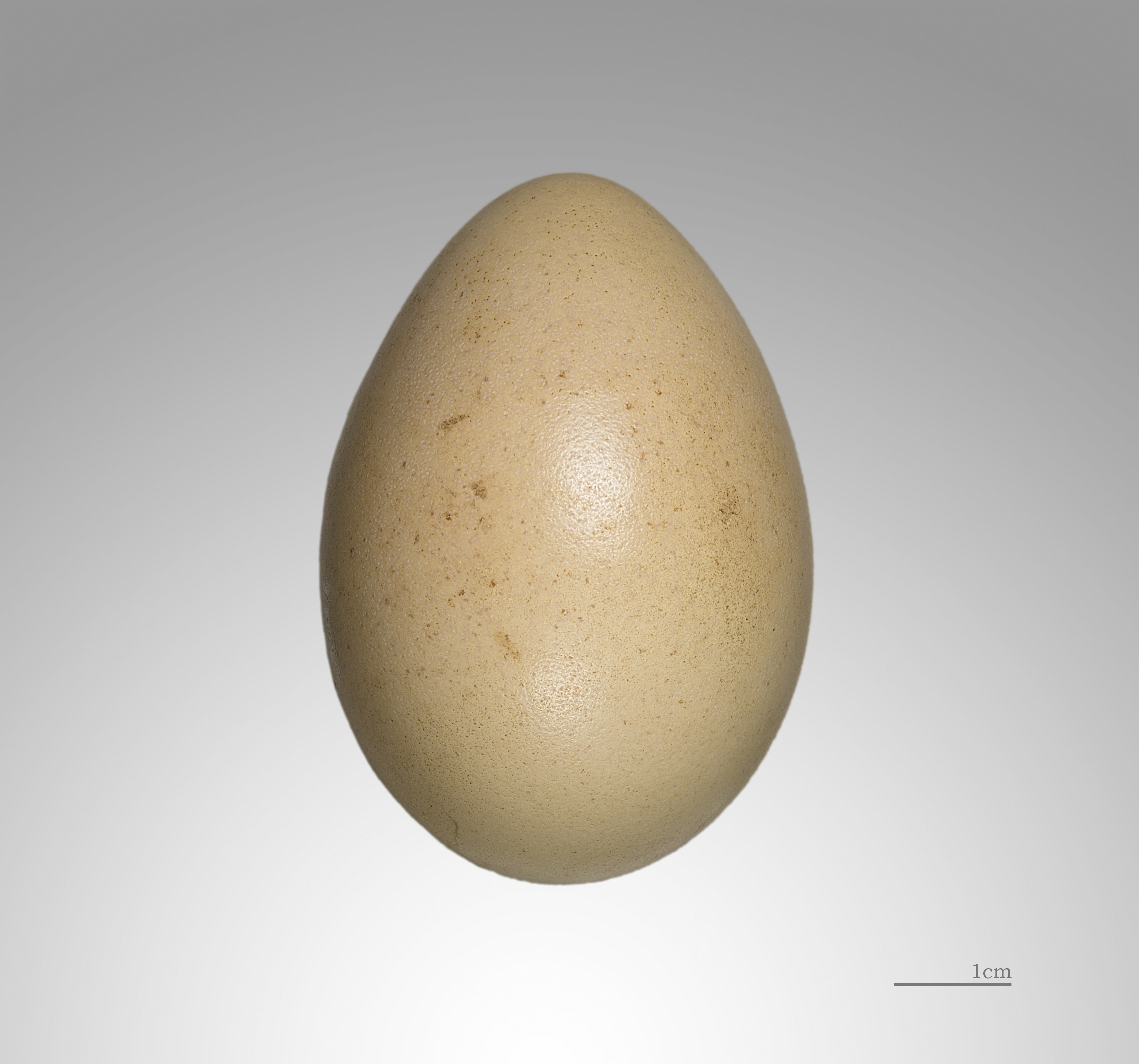
Lophura nycthemera

El faisà argentat (Lophura nycthemera) és una espècie d'ocell de la família dels fasiànids (Phasianidae) que habita la selva, boscos i bambús a les muntanyes del sud-est de la Xina, Hainan, Myanmar, Tailàndia i Indoxina.